# Boarmia ichnochroma
Boarmia ichnochroma är en fjärilsart som beskrevs av Louis Beethoven Prout 1928. Boarmia ichnochroma ingår i släktet Boarmia och familjen mätare. Inga underarter finns listade i Catalogue of Life.